# Grijsrugmiertangare
De grijsrugmiertangare (Driophlox gutturalis) is een zangvogel uit de familie Cardinalidae (kardinaalachtigen).

## Verspreiding en leefgebied
Deze soort is endemisch in noordelijk Colombia.